# Mizerzanka
Mizerzanka, Mizerski Potoczek (dawniej Mizerna) – potok w Gorcach, będący lewym dopływem Dunajca.

## Opis
Wypływa na wysokości około 1000-1015 m n. p. m., w Paśmie Lubania, na południowo-zachodnich stokach Jaworzyny. Następnie spływa dnem głębokiej doliny w kierunku południowym, po czym wpływa na teren wsi Mizerna. Dalej mija Goplówkę (dzielnica Mizernej), przecina drogę wojewódzką nr 969 i po około 0,5 kilometra, na wysokości dzielnicy Sygulina wpada do Jeziora Czorsztyńskiego. Na tym odcinku potok stanowi granicę oddzielającą Mizerną od Kluszkowiec. Przed wybudowaniem Zbiornika Czorsztyńskiego rzeka posiadała prawobrzeżny dopływ – Potok Sygulina, a przy jej ujściu do Dunajca znajdował się młyn. Mizerzanka ma długość około 7,4 km. Jej zlewnia znajduje się w granicach miejscowości Mizerna w gminie Czorsztyn, powiecie nowotarskim w województwie małopolskim. Na potoku w północnej części wsi Mizerna, znajduje się tama powodująca spiętrzenie wody. Powstały w ten sposób niewielki zbiornik służy obecnie jako kąpielisko.